# Trischiza
Trischiza är ett släkte av steklar som beskrevs av Förster 1869. Trischiza ingår i familjen glattsteklar.
Släktet innehåller bara arten Trischiza agaricolarum.